# Rudolf Dümchen
Rudolf Dümchen (* 7. Oktober 1920 in Berlin; † 8. April 2017) war ein deutscher Politiker (CDU).
Dümchen machte sein Abitur am Askanischen Gymnasium in Berlin-Tempelhof und wurde mit dem Beginn des Zweiten Weltkriegs 1939 von der Wehrmacht eingezogen.
Bereits 1945 trat Dümchen der CDU bei und wurde 1949 Mitglied der Bezirksverordnetenversammlung des Bezirks Tempelhof. Von 1951 bis 1965 war er Bezirksstadtrat in Tempelhof, ab 1959 als Dezernent für Wirtschaft. 1965 tauschten Siegmund Jaroch und Dümchen ihre Funktionen, Dümchen wurde nun Mitglied des Abgeordnetenhauses von Berlin. Dort war er bis 1971 im Parlament.
Dümchen war ab 1961 Vorsitzender der CDU Tempelhof, 1968 übernahm Siegmund Jaroch auch diese Funktion.
Rudolf Dümchen starb am 8. April 2017 im Alter von 96 Jahren.